# Лонгобарди (Козенца)
Лонгобарди (итал. Longobardi) је насеље у Италији у округу Козенца, региону Калабрија.
Према процени из 2011. у насељу је живело 283 становника. Насеље се налази на надморској висини од 292 м.

## Становништво
Према резултатима пописа становништва 2011. у општини је живело 2.256 становника.
| 1951. | 1961. | 1971. | 1981. | 1991. | 2001. | 2011. |
| ----- | ----- | ----- | ----- | ----- | ----- | ----- |
| 3.833 | 3.195 | 2.644 | 2.629 | 2.357 | 2.340 | 2.256 |

## Партнерски градови
- Биркиркара